# La Victoria (estación)
La estación La Victoria, hará parte del sistema de transporte de cable aéreo de Bogotá llamado TransMiCable.

## Ubicación
La estación estará ubicada en el sector sur-oriente de la ciudad, más específicamente sobre la Calle 40 Sur con Carrera 3A Este. Se accederá a ella directamente desde el espacio público a su alrededor.
Atenderá la demanda de los barrios La Victoria, La Colmena y San Miguel.
En las cercanías está el Hospital de La Victoria, el colegio Madre Elisa Roncallo y la parroquia María Auxiliadora.

## Origen del nombre
La estación recibe su nombre del barrio en el cual se encontrará ubicada.

## Historia
La estación hace parte del proyecto TransMiCable San Cristóbal, adjudicado en el mes de abril de 2023. La construcción de la línea y de las estaciones que la componen, inició en octubre de 2023.

## Ubicación geográfica
| Noroeste: San Cristóbal | Norte: L Portal 20 de Julio | Nordeste: San Cristóbal |
| Oeste: San Cristóbal    |                             | Este: Altamira          |
| Suroeste: San Cristóbal | Sur: San Cristóbal          | Sureste: San Cristóbal  |